# يوهان غيورغ الثاني، ناخب ساكسونيا
يوهان غيورغ الثاني (31 مايو 1613 - 22 أغسطس 1680)؛ كان ناخب ساكسونيا من 1656 حتى وفاته في 1680، ينتمي إلى فرع الألبرتي من بيت فتين.
هو الابن الثالث والرابع من حيث الولادة لـ يوهان غيورغ الأول، ناخب ساكسونيا وزوجته الثانية ماغدالين سيبيل من بروسيا ابنة ألبرخت فريدرخ، دوق بروسيا، وفي 1657 قام بـ إعطاء أخوته بعض الأراضي لمنع النزاع، وأيضا دخل في علاقات ودية مع لويس الرابع عشر ملك فرنسا في 1664، وأيضا شهد عهد تطور في إعادة البناء الاقتصادي لـ ساكسونيا من ذلك كان بطيئاً بعد أن كانت ساكسونيا ساحة حرب أثناء حرب الثلاثين عاما، لم تكون المصالح الرئيسية لـ ناخب هي السياسة، بل كان الموسيقى والفن، بحيث أراضيه أصبحت مركزاً هاماً للموسيقى في أوروبا بحيث استقبال العديد من الموسيقيين الأجانب.

## الأسرة
في دريسدن في 13 نوفمبر 1638 تزوج من ماغدالين سيبيل ابنة كريستيان، مارغريف براندبورغ-بايرويت؛ وانجبت له ثلاثة أبناء:-
- سيبيل ماري (16 سبتمبر 1642 - 27 فبراير 1643).
- إردموث صوفي (25 فبراير 1644 - 22 يونيو 1670)؛ تزوجت من كريستيان إرنست، مارغريف براندبورغ-بايرويت.
- يوهان غيورغ الثالث، ناخب ساكسونيا (20 يونيو 1647 - 12 سبتمبر 1691).

## روابط خارجية
- يوهان غيورغ الثاني، ناخب ساكسونيا على موقع الموسوعة البريطانية (الإنجليزية)